# كارلسكرونا

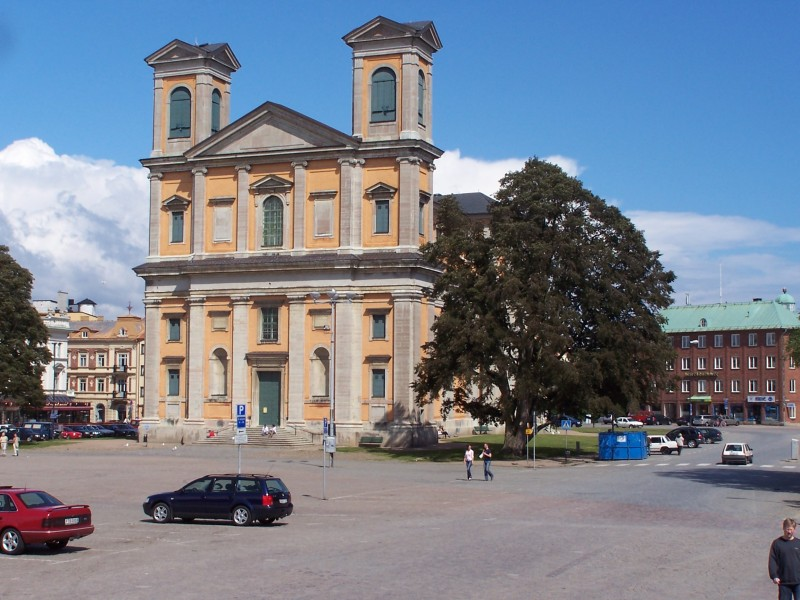
كنيسة فريدريك في مركز مدينة كارلسكرونا

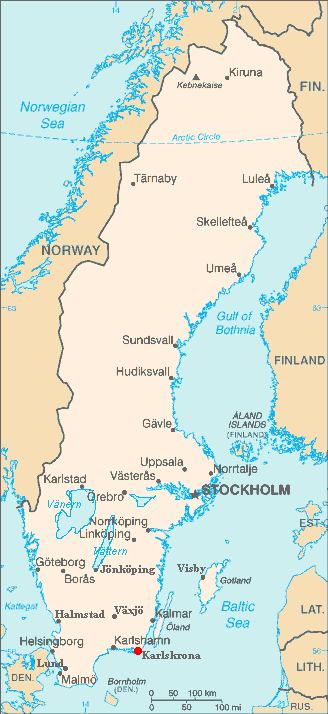
موقع مدينة كارلسكرونا في السويد

وهي مدينة تقع في جنوب السويد وعاصمة محافظة بليكينج يبلغ عدد سكان مدينة كارلسكرونا حوالي 32606 نسمة حسب إحصائيات عام 2005.

## معرض صور

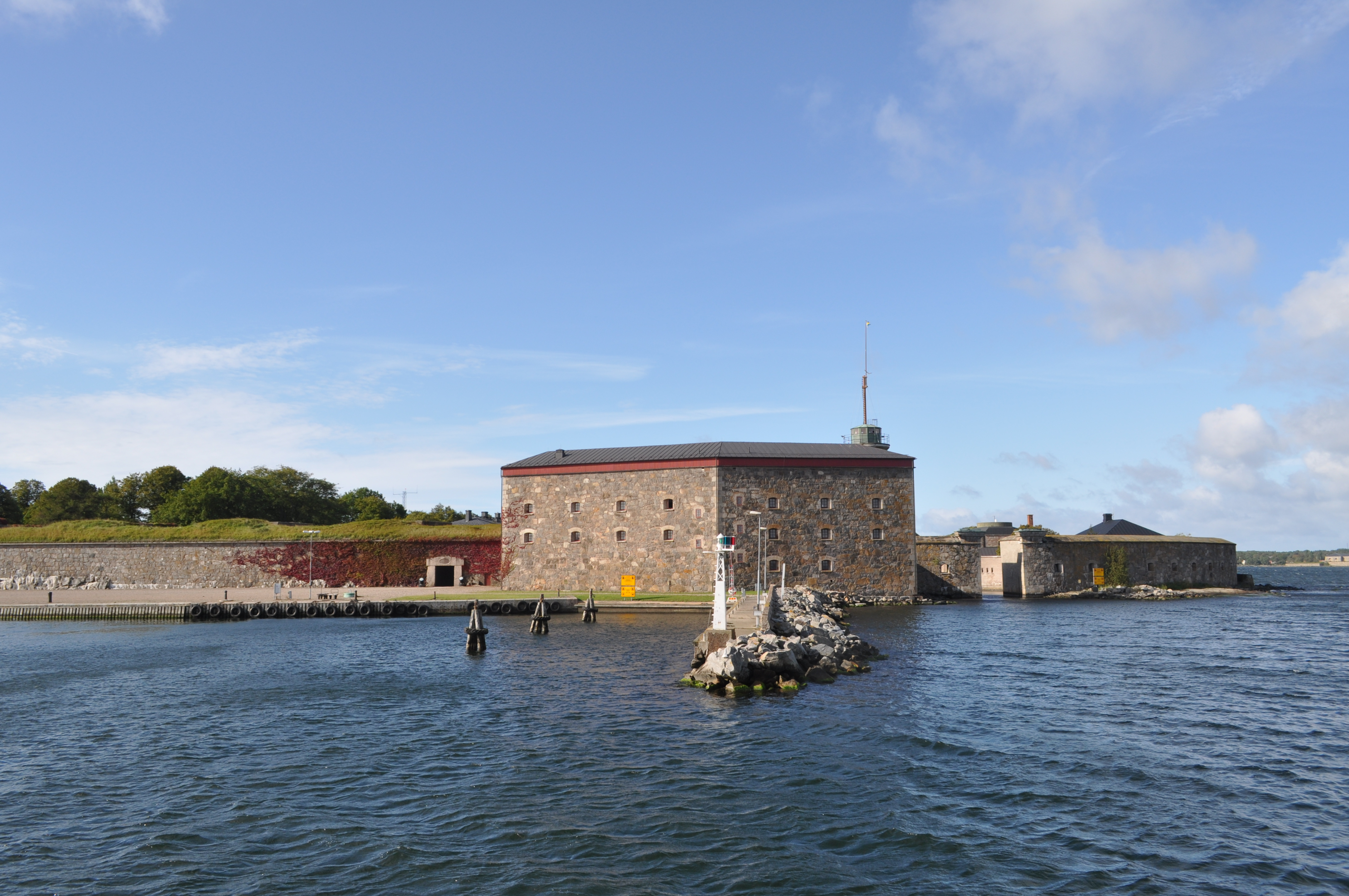
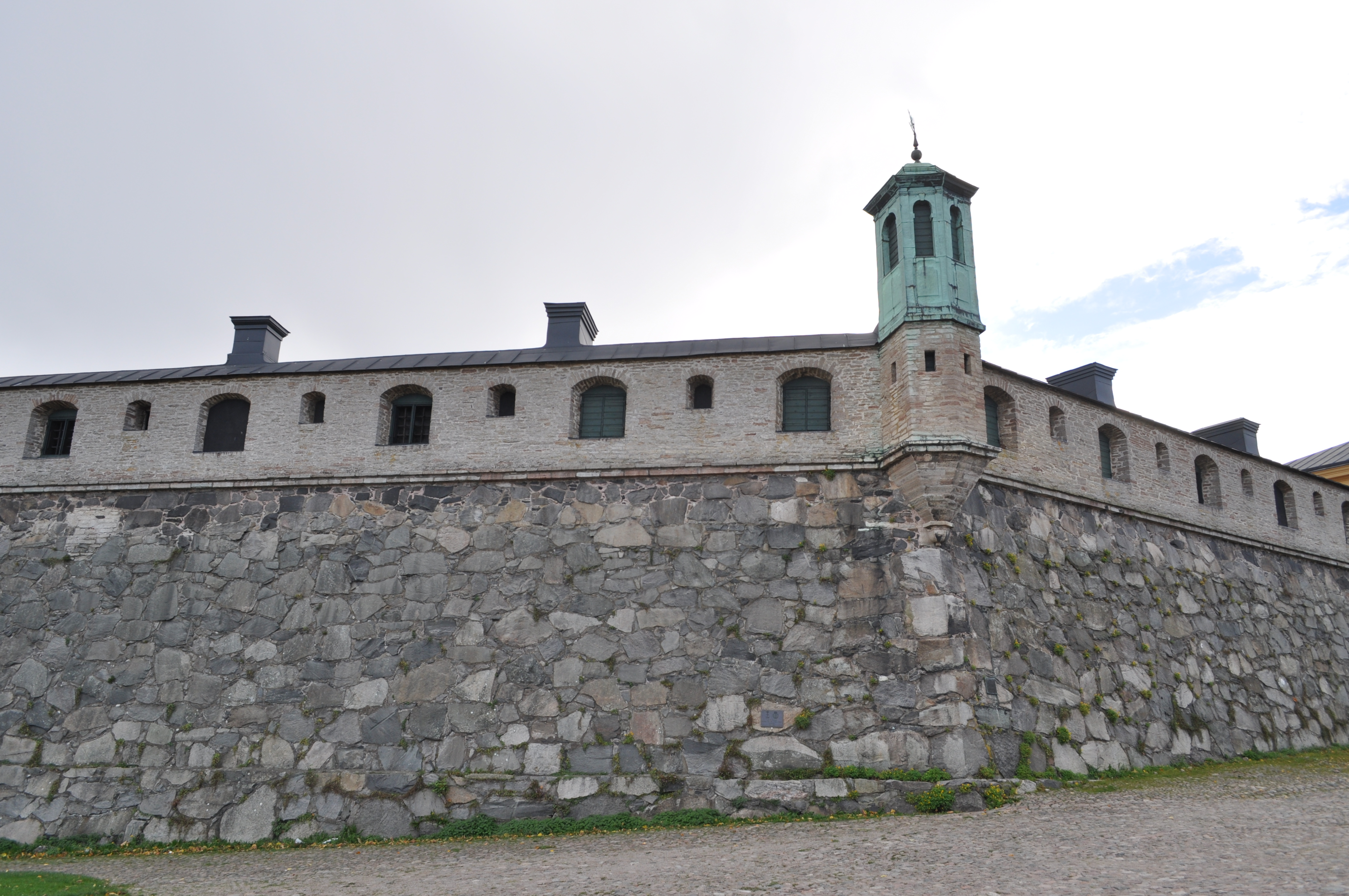
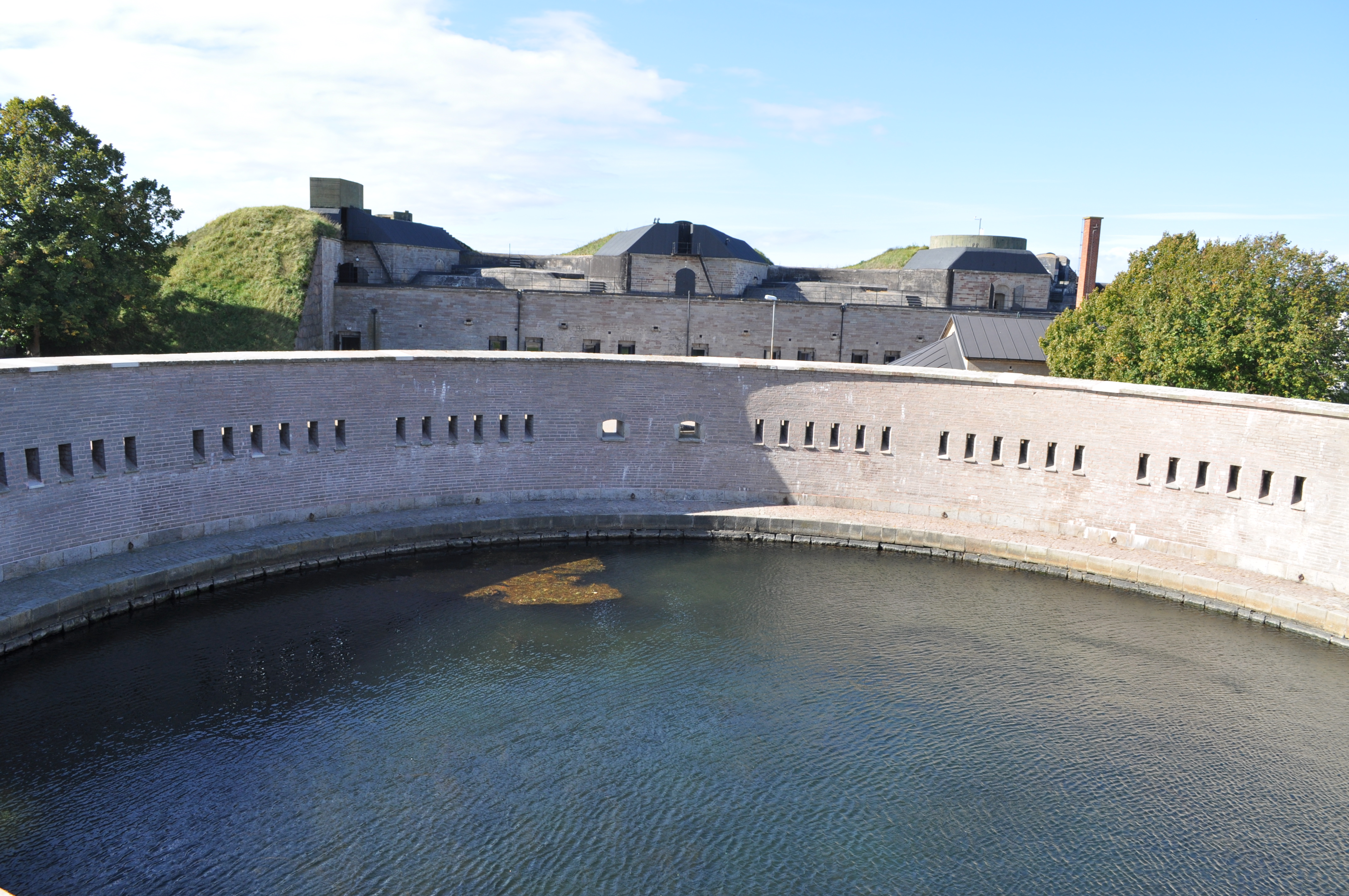
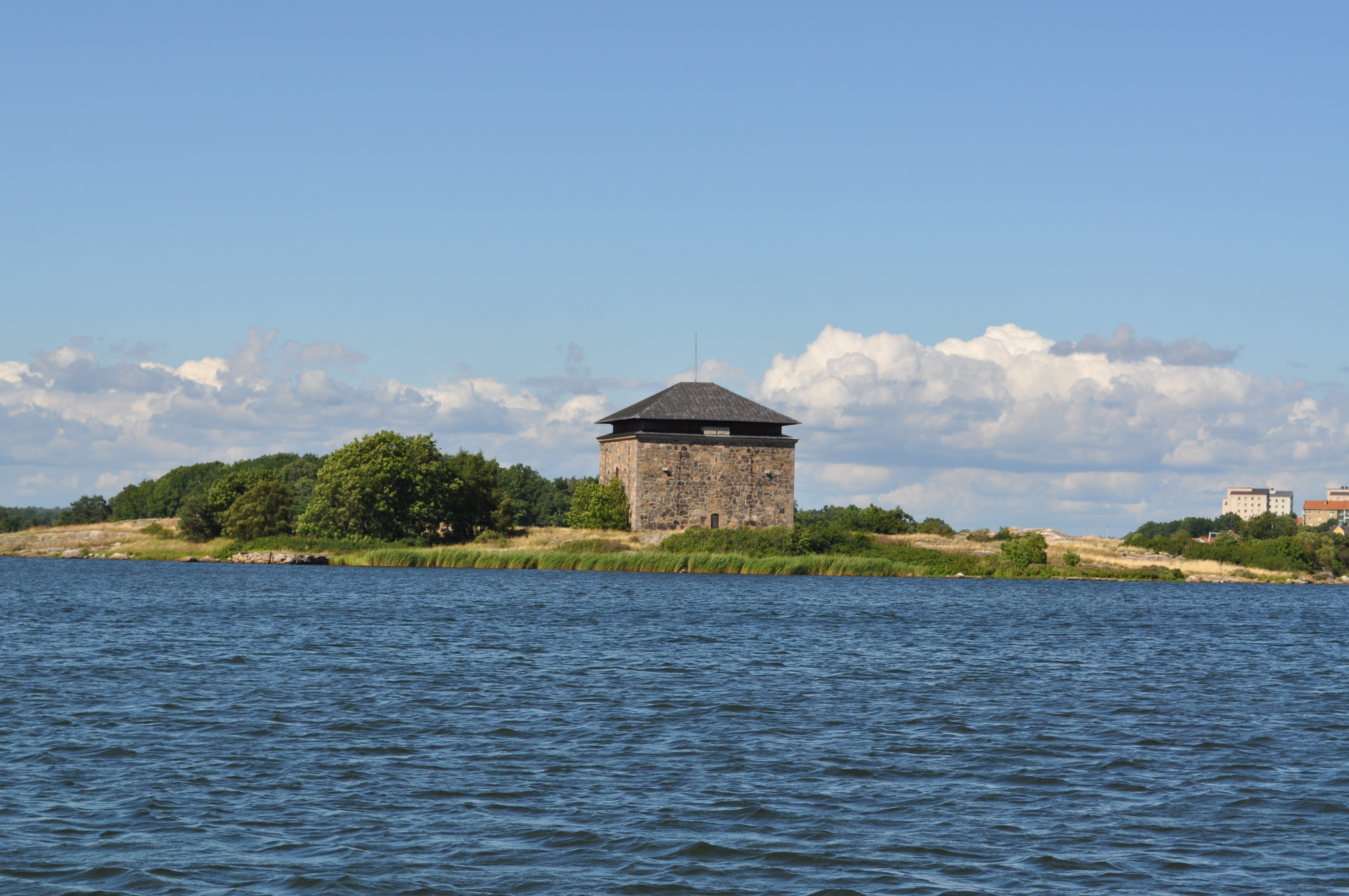

## أعلام
- لارس اولسون سميث
- أماندا كورتوفيتش
- مايكل أنتونسون
- رولاند ساندبرغ
- آندرز غوستاف إيكبرغ
- توبياس كارلسون